# مقاييس الارتباط
تشير مقاييس الارتباط إلى الإجراءات المختلفة التي تُستخدم لتقييم درجة التعلق بين الأطفال والبالغين. طوّر الباحثون طرقًا مختلفة لتقييم الارتباط لدى الأطفال. وهناك عدة مجموعات من المنهجيات التي يمكن على أساسها تقسيم الأطفال إلى أربع مجموعات من أنماط الارتباط: الآمنة، والمتقلبة القلقة، والقلقة الاجتنابية، والمشوشة أو غير المتوجهة. ويشار إلى هذه الأنماط أيضًا بالآمنة، والقلقة/المقاومة، والاجتنابية والمشوشة/المسيطرة. يمثل النمط التصنيفي المشوشة/المسيطرة انهيارًا في الشراكة المبينة على تقديم الرعاية.
يُقاس الارتباط لدى البالغين باستخدام مقابلة الارتباط لدى البالغين ونظام الصور التوضيحي الخاص بالارتباط لدى البالغين والاستبانات الذاتية، وهو بعد للشخصية يصف المواقف حيال العلاقات مع الشركاء الرومنسيين. يُعتقد أن نمط الارتباط لدى البالغين يشبه نمط الارتباط في الطفولة، إذ إن هناك أبحاث تُظهر وجود صلة بين أنماط الارتباط في الطفولة وأبعاد الشخصية في الارتباط مع الشركاء الرومنسيين، لكن هذه الصلة ضعيفة إلى متوسطة القوة. المنهجية الأكثر شيوعًا في تحديد نمط الارتباط هي المنهجية ذات البعدين. يتعامل البعد الأول مع القلق حيال العلاقة، ويتعامل البعد الثاني مع التجنب في العلاقة. تصنف منهجية أخرى أنماط الارتباط لدى البالغين ضمن أربع فئات: الآمنة، والمشغولة، والاجتنابية الرافضة، والاجتنابية الخائفة.

## مقاييس الارتباط لدى الرضع
تعتمد بعض المنهجيات على مراقبة الرضع والأطفال الصغار إما في المواقف الطبيعية أو «المدبَّرة». تعتمد المنهجيات الأخرى الملائمة للأطفال الأكبر سنًا على الطلب من الأطفال أن يرسموا صورة لعائلتهم أو يصفوا علاقاتهم.

### إجراء الوضع الغريب
صِيغ إجراء الوضع الغريب لمراقبة علاقات الارتباط بين مقدم الرعاية والأطفال الذين تتراوح أعمارهم بين تسعة أشهر و18 شهرًا. طوّرته ماري أينسورث، وهي عالمة نفسية تطورية. نظرًا إلى أن الأبحاث المتراكمة والأنماط غير التقليدية من الارتباط أصبحت أكثر وضوحًا، فقد طُوّرت بشكل أكبر من قبل ماين وسولومن عام 1986 لتشتمل على تصنيف جديد للارتباط، وهو المشوش/غير المتوجه.
في هذا الإجراء، يُراقب الطفل خلال اللعب لمدة 20 دقيقة في غرفة يدخل ويخرج منها مقدمو الرعاية وأشخاص غرباء محاكيًا بذلك تدفق ما هو مألوف وغير مألوف في حيوات معظم الأطفال.
1. تدخل الأم (أو غيرها من مقدمي الرعاية المألوفين) مع الطفل إلى الغرفة.
2. تجلس الأم بهدوء على كرسي وتستجيب في حال أراد الطفل لفت انتباهها.
3. يدخل شخص غريب ويتحدث إلى الأم ويتقرب من الطفل تدريجيًا بلعبة ثم تغادر الأم الغرفة.
4. يدع الشخص الغريب الطفل يلعب ويغادر الغرفة إلا إذا كان الطفل غير نشيط؛ عندها يحاول جذب انتباهه باللعبة. تنتهي هذه الفقرة في حال تضايق الطفل.
5. تدخل الأم وننتظر لنرى كيف سيستقبلها الطفل. يغادر الغريب بهدوء والأم تنتظر حتى يستقر الطفل ثم تغادر مجددًا.
6. يُترك الطفل وحده وتُختصر هذه الفقرة إذا تضايق الطفل.
7. يعود الغريب ويكرر الفقرة رقم 3.
8. تعود الأم ويغادر الغريب ويُراقب السلوك عند اللقاء ثم تنتهي الفقرة.

لوحظ جانبان من سلوك الرضيع:
- مقدار الاستكشاف (كاللعب بألعاب جديدة على سبيل المثال) الذي ينخرط فيه الطفل بالكامل.
- ردود أفعال الطفل حيال قدوم ورحيل مقدم الرعاية الخاص به.

## مقاييس الارتباط في المراحل المبكرة والمتوسطة من الطفولة
نظرًا إلى أن إجراء الوضع الغريب ليس مناسبًا للأطفال بعمر أكبر من 18 شهر، فقد طُورت مقاييس أخرى للأطفال الأكبر سنًا، وتشمل المقاييس المعتمدة على المراقبة (ضمن بيئة طبيعية أو بيئة خاضعة للرقابة) والمنهجيات التمثيلية ومنهجيات المقابلة. طُوّر بعضها لأهداف بحثية، في حين طُور بعضها الآخر للاستخدام السريري. التدريب الفعال للمقيمين ضروري، لأن بعض العناصر التي يجب تقييمها تتطلب موثوقية التفسير (عدوانية الطفل المفاجئة مجهولة السبب تجاه الأم على سبيل المثال).

## منهجيات المراقبة الخاضعة للرقابة

### الوضع الغريب لمرحلة ما قبل المدرسة
على الرغم من أنه مصمم للأطفال بعمر عام واحد، فإن إجراء الوضع الغريب الذي ابتكرته أينسورث قد كُيّف لقياس الارتباط والسلوك الاستطلاعي لدى الأطفال الذي تتراوح أعمارهم بين سنتين وأربع سنوات ونصف. من السمات الأساسية لإجراء الوضع الغريب أن يكون الوضع الذي يُترك فيه الطفل مُثيرًا للقلق. إن لم يستطع الوضع الغريب إثارة قلق الطفل فهو ليس وضعًا ملائمًا لقياس الارتباط لدى هذا الطفل.
يتميز الوضع الغريب لمرحلة ما قبل المدرسة بعدة تعديلات لتسهيل خلق القلق عند الأطفال الأكبر سنًا. تتضمن هذه التعديلات فقرات أطول قليلًا وتغييرات في دور و/أو جنس الشخص الغريب وتغييرات في التعليمات المعطاة لمقدم الرعاية. إن بعض الأنماط من تجربة الأوضاع الغريبة لمرحلة ما قبل المدرسة تغفل الشخص الغريب تمامًا وتترك الطفل لوحده خلال كلا الفصلين الحاصلين.